# Cibelle
 (juin 2020).
Si vous disposez d'ouvrages ou d'articles de référence ou si vous connaissez des sites web de qualité traitant du thème abordé ici, merci de compléter l'article en donnant les références utiles à sa vérifiabilité et en les liant à la section « Notes et références ».
 (juin 2020).
Ne doit pas être confondu avec Civelle ou Cybèle.
Cibelle (Cibelle Cavalli Bastos) est une personnalité artiste plasticienne et musicienne brésilienne non binaire née en 1978 à São Paulo.
Cibelle pratique l'art de la performance, l'art sonore, la vidéo, la peinture, la sculpture et l'installation. Son travail aborde la déconstruction et la formation des identités et des interactions des individus entre eux et avec leur environnement.

## Biographie

### Enfance et formation
Cibelle fréquente le Conservatoire Marcelo Tupinambá de São Paulo dès l'âge de 6 ans, où l'artiste étudie la guitare, le piano, les percussions et le théâtre. Cibelle commence une carrière de mannequin au Brésil à l'âge de 14 ans et fait de la figuration pour des publicités télévisées et des films.

### Carrière
Après avoir rencontré le producteur d'origine serbe Suba, Cibelle apparaît comme la principale personne chantant dans son album, São Paulo Confessions, sur Ziriguiboom (le label brésilien de Crammed Discs) en 1999. Cibelle sort un premier album portant son nom en 2004.
Son deuxième album, The Shine Of Dried Electric Leaves sort en 2006 chez Crammed Discs. Cibelle compose, joue, programme et se sert d'une palette de textures sonores pour créer son univers. Co-réalisé par Mike Lindsay (Tunng) Apollo Nove, Yann Arnaud (Air, Syd Matters) et Cibelle, l'album accueille quelques invités  : Devendra Banhart, Spleen et Seu Jorge.
Cibelle s'enracine dans la scène indie-electro-folk-pop de Londres, et s'y installe en 2002. En 2006, David Byrne l'invite à participer au concert « Welcome To Dreamland » au Carnegie Hall de New York. Le concert regroupe les figures marquantes de la scène dite « freak folk » : CocoRosie, Devendra Banhart et Vetiver.
En 2010, Cibelle sort son troisième album : Las Vênus Resort Palace Hotel.
En 2015, l'artiste obtient un diplôme d'art plastique au Royal College of Art.
La pratique de Cibelle est une réflexion sur la réutilisation des matériaux et des données. Son travail opère en opposition aux algorithmes sociétaux, à la recherche de modèles de comportement et de matériaux non conformes. Il consiste à créer des boucles de rétroaction et des courts-circuits pour rediriger l’algorithme. Le résultat est un amalgame et une prise en considération des nombreuses formes et textures que nous pouvons habiter et le travail pour se déplacer entre elles. Cibelle réalise des performances, des peintures, des sculptures, et a recours à l'intelligence artificielle.

## Style
Sa musique marie le rock, l'électronique, le folk et divers styles de musiques brésiliennes.

## Discographie

### Albums
- Cibelle (2003)
- The Shine of Dried Electric Leaves (2006)
- Las Vênus Resort Palace Hotel (2010)
- Unbinding (2013)

### EP
- About a Girl EP (audio et vidéo, 2005)
- Noite de Carnaval/Matthew Herbert Remixes (2005)
- Green Grass EP (2007)
- White Hair EP (2008)

### Collaborations
- Sao Paulo Confession, album de Suba (1999): chant sur 3 titres
- Tributo by Suba (2002): chant sur 4 titres
- Electric gypsyland 2 (2006): remix de Kocani Orkestar par Cibelle
- Res Inexplicata Volans album de Apollo Nove (2005): chant sur 3 titres
- Worried Noodles (TomLab Records): 1 titre original (2008)

(tous parus chez Crammed Discs sauf indication contraire)